# برج صباط
برج صباط (به عربی: برج صباط) یک شهرداری در الجزایر است که در استان قالمه واقع شده‌است. برج صباط ۱۰٬۰۷۹ نفر جمعیت دارد.